# Serubbabel

Karte des Achämenidenreiches im Jahre 500 v. Chr.

Serubbabel (hebräisch זְרֻבָּבֶל, wohl von akkadisch zēr-bābili ‚Spross Babels‘, weil im Exil geboren, in Septuaginta und Vulgata Zorobabel) war Statthalter der Provinz Jehud zur Zeit des Perserkönigs Dareios I. (6. Jahrhundert v. Chr.). Aus konservativer Sicht wird er mit Scheschbassar gleichgesetzt, was aber umstritten ist.

## Biblische Überlieferung
Serubbabel war der Enkel des 597 v. Chr. nach Babylonien deportierten Königs Jojachin von Juda. Jojachin hatte zwei Söhne, Pedaja und Schealtiël, und Serubbabel wird sowohl als Sohn des einen als auch als Sohn des anderen bezeichnet (1.Chr 3,19, Esr 3,2 ), was vermuten lässt, dass er das Kind einer Schwagerehe war.
Nachdem Kyros 538 v. Chr. für das Ende des neubabylonischen Reichs gesorgt hatte, war Serubbabel infolge seiner königlichen Herkunft der natürliche Anwärter auf die Statthalterschaft. Nach biblischer Überlieferung führte er die Juden aus dem Exil nach Juda zurück, baute in Jerusalem den Altar zur Anbetung JHWHs wieder auf und setzte damit den Opferdienst wieder in Gang. Nach dem Propheten Haggai richtete sich die messianische Erwartung Judas auf ihn (Hag 2,21–23 ). Nach Sacharja legte er den Grundstein für den Wiederaufbau des Zweiten Tempels (Sach 6,12f. ).
Dem biblischen Esrabuch zufolge begann er noch unter Kyros mit dem Neubau des Tempels, der jedoch ins Stocken geriet und erst nach dem Wirken Haggais und Sacharjas wieder aufgenommen und um 515 v. Chr. vollendet wurde. Im Anschluss an die biblischen Prophetenbücher Haggai und Sacharja zeigte sich zwischenzeitlich, dass der Bau des Tempels von Serubbabel überhaupt erst unter Dareios I. im Jahr 518 v. Chr. in Angriff genommen worden war. Da Jehuda ein Teil des Großreiches Persien war und Serubbabel nur Statthalter und nicht König werden konnte, ging der Mittelpunkt Judas auf den Tempel und den Hohepriester Jeschua über. Serubbabel ist der letzte im Alten Testament genannte Spross der Davidischen Dynastie, der ein offizielles Amt ausübte. Nach 1 Chr 3,19  hatte er zwei Söhne, Meschullam und Hananja, und eine Tochter, Schelomit.

## Serubbabel im Neuen Testament
Im Neuen Testament wird Serubbabel sowohl bei Matthäus (Mt 1,12 ) als auch bei Lukas (Lk 3,27 ) als Sohn des Schealtiël und Nachkomme Davids sowie Vorfahre Jesu von Nazaret erwähnt.